# ACFR Brașov
ACFR Brașov war ein rumänischer Fußballverein aus Brașov. Er spielte ein Jahr in der Divizia A, der höchsten rumänischen Liga.

## Geschichte
ACFR Brașov wurde im Jahr 1920 als Sportverein der CFR-Werkstatt in Brașov gegründet. Im Jahr 1923 trat er dem rumänischen Fußballverband teil und spielte in der regionalen Meisterschaft. Er konnte sich nicht für die nationale Endrunde qualifizieren. Im rumänischen Pokal 1934 erreichte ACFR nach einem Sieg gegen Jiul Petroșani das Achtelfinale, schied dort aber gegen UDR Reșița aus. Dies war das einzige Mal, dass der Verein die erste Hauptrunde überstand.
Im Jahr 1934 gehörte der Klub zu den Gründungsmitgliedern der zweiten rumänischen Liga, der Divizia B. In der Spielzeit 1934/35 beendete er die Staffel I auf dem zweiten Platz hinter Maccabi Bukarest und verpasste nur aufgrund des verlorenen direkten Vergleichs die Teilnahme an der Aufstiegsrunde. Die darauf folgende Saison beendete ACFR ebenfalls auf dem zweiten Rang. In der Saison 1936/37 profitierte ACFR von der Aufstockung der Divizia A und stieg auf. Dort war er in der Spielzeit 1937/38 chancenlos und stieg umgehend wieder ab. In der darauf folgenden Saison in der Divizia B belegte der Klub nur einen der hinteren Ränge, ein Jahr später verzichtete er auf eine Teilnahme. Während des Zweiten Weltkrieges löste der Verein sich auf.

## Erfolge
- Aufstieg in die Divizia A: 1937